# 南加州中国大专院校联合校友会
南加州中國大專院校聯合校友會（JCUAA, Joint Chinese University Alumni Association of Southern California），創立於1978年美國加州洛杉磯，並於1982年起向加州政府登記為非營利聯合校友會組織。至2010 年，現有來自臺灣、香港、中國大陸之大專院校共37所，超過40,000會員，是華人在美最大社團。2010 年會長世新朱碧雲
- 網址：http://www.jcuaa.org （页面存档备份，存于）

1: 校友會員.